# 福岡スポーツセンター
福岡スポーツセンター（ふくおかスポーツセンター）は、かつて福岡県福岡市中央区天神にあった、アリーナを中心とした屋内型複合スポーツ施設。西日本鉄道（西鉄）の系列会社（西鉄グループ）であった株式会社福岡スポーツセンターが運営していた。
1987年（昭和62年）5月に閉場し、跡地にはファッションビル「ソラリアプラザ」が整備された。また運営企業も2012年（平成24年）1月1日に親会社の西鉄に吸収され解散した。

## 概要
屋内競技場「福岡スポーツセンター」として1955年（昭和30年）に開業。こけら落としは11月13日の大相撲準本場所興行であった。大相撲の会場としては1957年に本場所に昇格した大相撲九州場所を1973年（昭和48年）まで毎年11月に開催し、本施設の運営会社が共催していた。
また、プロレスリング、プロボクシングの興行を行っていたこともあった。1970年（昭和45年）8月2日にはアントニオ猪木がドリー・ファンク・ジュニアに挑戦するNWA世界ヘビー級王座戦が行われ、猪木VSドリーの最後のシングル戦、猪木最後のNWA戦となった。この他にも全日本プロレス、新日本プロレスが興行を行っている。1972年（昭和47年）5月7日には輪島功一がドミニコ・チベリアを相手に世界ジュニアミドル級王座の初防衛戦を行った。
冬期にはアリーナを活用して福岡初の本格的アイススケートリンクとしても使用された。また、施設内には映画館「センターシネマ」も設けられていた。
スポーツ以外でも1958年（昭和33年）9月22日には、西日本鉄道創業50周年記念式典の会場となり、1984年（昭和59年）と1986年（昭和61年）には、音楽イベント『ジャンピングジャム』も開催された。
しかし西鉄が進めていた西鉄福岡駅周辺再開発や老朽化などで1987年（昭和62年）5月に閉場し、解体された。福岡スポーツセンター閉場後、運営会社は社名を変更せずに跡地に整備されたソラリアプラザ10階に整備されたフィットネスジム「ソラリアスポーツ」と、同7階に整備された映画館「ソラリアシネマ」を運営していた。
ソラリアスポーツは（株）福岡スポーツセンターの合併に先立つ2011年（平成23年）10月31日をもって営業を終了し、同年12月1日からは提携関係にあったセントラルスポーツの店舗「セントラルウェルネスクラブ天神ソラリア」として再オープンした。また、ソラリアシネマも2011年（平成23年）11月30日をもって閉館し、跡地はTOHOシネマズが運営する「TOHOシネマズ 天神ソラリア館」となった。これに伴い、近隣にある天神東宝は「TOHOシネマズ 天神本館」と名称を変更した。